# Wings Stadium
Wings Stadium est  une salle omnisports avec 5 113 places, à Kalamazoo (Michigan). L'arène a ouvert en 1974 et est la patinoire des Wings de Kalamazoo, une équipe de hockey sur glace dans l'ECHL.
Le stade dispose de quatre stands de concession et deux bars dans le  hall, ainsi que le bar underground de sport. L'arène principale est une partie d'un complexe sportif et de congrès servant au sud-ouest du Michigan.
Comme une salle de concert, le stade peut accueillir jusqu'à 8023, comme un centre de congrès peut accueillir 1 600 m2  de salon et un espace d'exposition. Avec de nombreux concerts, le stade a également accueilli un certain nombre de spectacles de World Wrestling Entertainment (WWE).
En 1989, l'annexe, pouvant accueillir 1367 personnes pour le hockey et jusqu'à 2 850 personnes pour d'autres événements, a été ajouté; il a aussi 1 600 m2 d'espace de plancher de l'aréna et peut être utilisé pour le hockey, le curling, les salons, conventions et autres événements. Il dispose également d'une zone carrée de visualisation 294 mètres.
Le Cube, le troisième domaine dans le complexe, a été ajouté en 1997, et est utilisé pour le hockey et les salons, son plancher de l'aréna sert aussi à mesurer 1 600 m2 carrés, ce qui porte le total à un espace d'exposition de 4 700 m2 . Il y a aussi un 540 m2  de superficie de visualisation à l'aréna.
Le complexe dispose d'un hall d'accueil mètre carré 230 et une salle d'accueil de 46 m2, un stand de concession distincte et d'un bar appelé le Icehouse par Old Burdick, qui surplombe l'annexe.